# Untzillatx
Untzillatx, Untxillaitx, Untxillaitx ou Untzillaitz, est une montagne située dans le massif d'Anboto, appartenant aux Montagnes basques, en Biscaye, au Pays basque (Espagne), avec une altitude de 941 mètres.

## Toponymie
Son nom peut signifier en français « rocher lapin » du basque untzi(a) = « lapin » et aitz = « rocher ».

## Géographie
La montagne appartient au massif d'Anboto ou montagnes du Durangaldea, également connues comme « la petite Suisse » qui font partie du parc naturel d'Urkiola, tout comme l'Anboto et le reste de ce qui forme la chaîne, bien que l'Untzillatx n'appartienne pas à cette dernière, forme une partie de cet immense terrain de calcaires récifaux de couleur gris clair, très durs et compacts. Ils possèdent une grande quantité de fossiles de coraux coloniaux massifs et de coquillages de Heterodontas (grand mollusque en forme de coupe) et d'Ostreidaes. La montagne se situe à l'Est du parc suivant une direction nord-ouest/sud-est.
Cette montagne, avec sa voisine Aitz Txiki forment le défilé d'Atxarte et se situe entre les vallées de Mendiola et de Mañaria. Elle a été exploitée des deux côtés par les carrières, celles d'Atxarte étant actuellement fermées.
Sur la face donnant sur Atxarte il existe un bon nombre de voies d'escalade appartenant à l'École d'Escalade d'Atxarte qui est la plus importante de Biscaye et même du Pays basque. De ce côté se trouvent les grottes de Bolinkoba, d'Albistei et d'Oialkoba qui ont été étudiées par José Miguel de Barandiarán durant les années trente où il trouvera des restes préhistoriques.
Le grand éperon rocheux dans la face nord appelée Urresti attire l'attention. La grande lauze de calcaire a une entaille qu'on appelle urresti atea (« porte d'urresti » en basque). Sur cet éperon se trouvent la majorité des voies d'escalade, ainsi que quelques nids de vautours. Dans sa partie haute, nommée Sakukogain se trouve une petite grotte.